# Jelenkori magyarországi országgyűlési választások

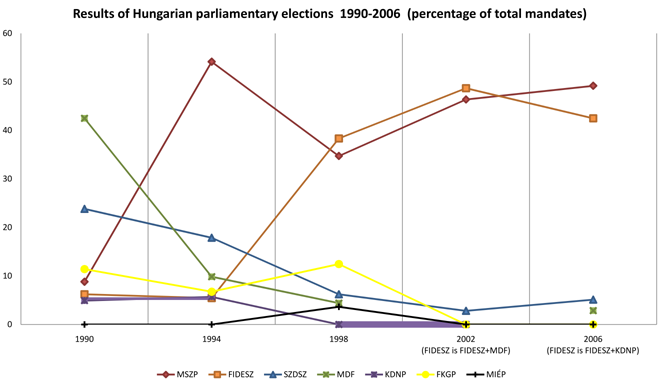
Országgyűlési választások eredményei (1990–2006)

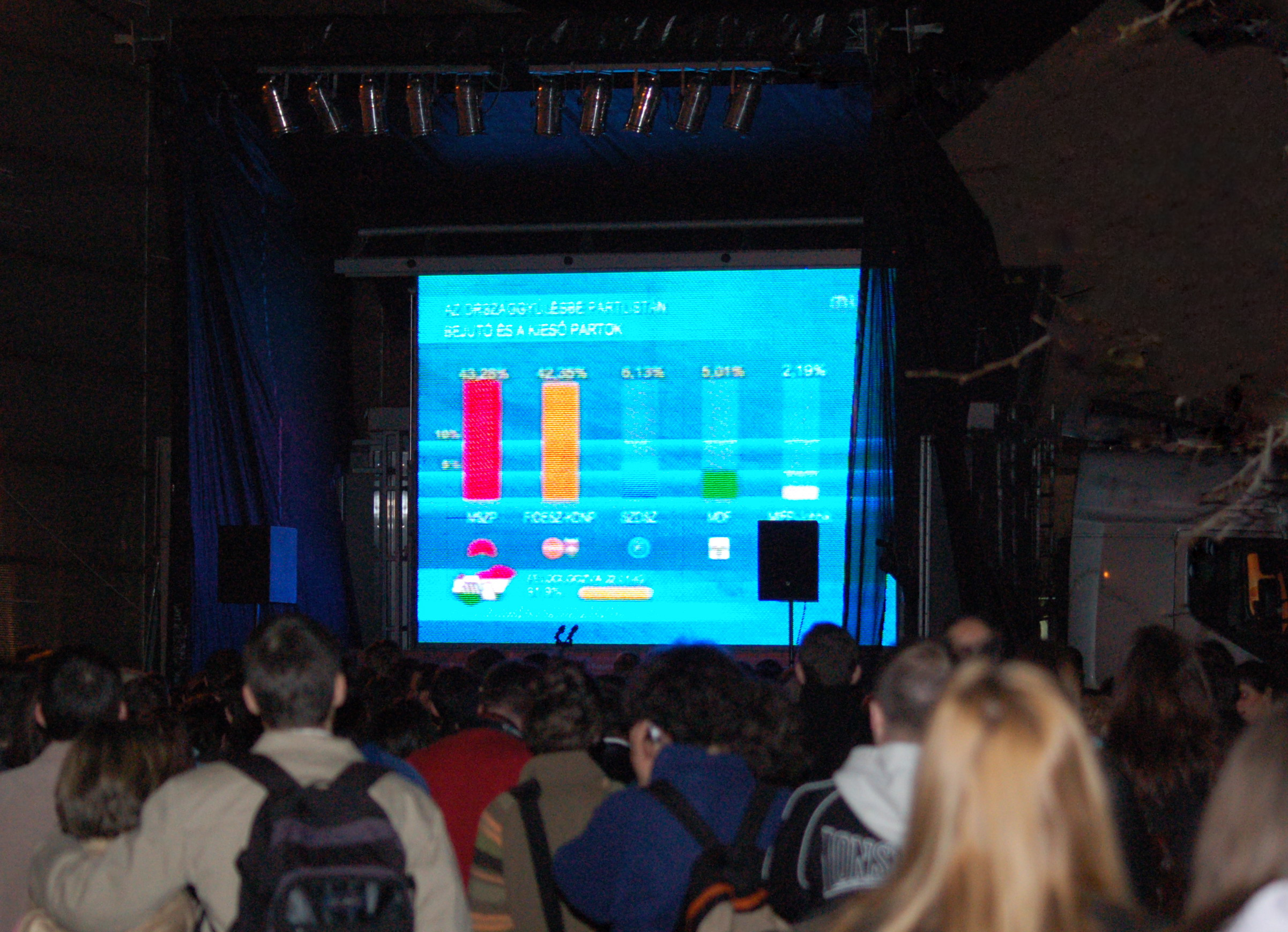
Választási eredmények kivetítése 2006-ban

Magyarország államformája 1989. október 23. óta alkotmányos parlamentáris képviseleti demokrácia. A politikai rendszert a rendszerváltás során, 1989-ben nyugatnémet mintára hozták létre. Eszerint a magyar parlament egykamarás, az Országgyűlést négyévente parlamenti választások során választja a nép. Az Országgyűlés hozza meg a törvényeket, és 2/3-os többséggel módosíthatja az alkotmányt.
A választásokon a politikai pártok képviselőjelöltjei, ill. független jelöltek indulnak. Az Országgyűlésben a választásokon mandátumot szerzett képviselők kapnak helyet. A választásokon legtöbb mandátumot elért pártok tárgyalásokat kezdenek egymással, hogy létrehozzanak egy több mint 50%-os parlamenti többséget, amely azután megválasztja a miniszterelnököt. A miniszterelnök hozza létre ezután az Országgyűlésnek felelős kormányát. A miniszterek a Parlamentben interpellálhatók, de a minisztert csak a miniszterelnök mozdíthatja el hivatalából. Az Országgyűlés csak a miniszterelnöktől vonhatja meg a bizalmat, s ezzel a teljes kormány megbízatása megszűnik (konstruktív bizalmatlansági indítvány). Szintén az országgyűlés választja meg Magyarország köztársasági elnökét.

## A választások eredményei

### Az 1990-es választás
Az első fordulót március 25-én, a másodikat április 8-án tartották. A megjelenési arány országosan az első fordulóban 65,11%, a másodikban 45,54% volt. A listás szavazás során hat párt lépte át a parlamentbe jutáshoz szükséges 4%-os küszöböt. A második fordulóban kizárólag egyéni választókerületi jelöltekre lehetett voksolni.

### Az 1994-es választás
Az első fordulót május 8-án, a másodikat május 29-én tartották. A megjelenési arány országosan az első fordulóban 68,92%, a másodikban 55,12% volt.

### Az 1998-as választás
Az első fordulót május 10-én, a másodikat május 24-én tartották. A megjelenési arány országosan az első fordulóban 56,26%, a másodikban 57,01% volt.

### A 2002-es választás
Az első fordulót április 7-én, a másodikat április 21-én tartották. A megjelenési arány országosan az első fordulóban 70,53%, a másodikban 73,51% volt. Az első fordulóban az 5%-os parlamenti küszöböt három lista haladta meg: az MSZP (42%), a Fidesz–MDF (41%) és az SZDSZ (5,5%). Kiesett négy év után a MIÉP (4,6%), nem került be, de állami támogatásban részesült (a 2006-os választásokig): a Centrum (3,97%) és a Munkáspárt (2,16%). Kiesett (és aztán szét is) az FKGP (0,79%), értékelhetetlen eredményt ért el az Új Baloldal (0,08%).

A mandátumok pártok közötti megoszlása 2006-ban

### A 2006-os választás
A választások első fordulóját április 9-én, a második fordulót április 23-án rendezték. Mindkét forduló az MSZP győzelmével zárult. Az első fordulóban a részvételi arány 67,83% volt, míg a második fordulóban a választópolgárok 64,39%-a jelent meg.

### A 2010-es választás
A választások első fordulóját április 11-én, a második fordulót április 25-én rendezték. Mindkét forduló a Fidesz–KDNP győzelmével zárult. Az első fordulóban a részvételi arány 64,20% volt, míg a második fordulóban a választópolgárok 46,64%-a jelent meg.

### A 2014-es választás
Ez volt az első választás, amit a 2012. január 1-jével hatályba lépett új alaptörvény rendelkezései szerint tartottak meg. A választást április 6-án rendezték, a Fidesz–KDNP győzelmével zárult. A részvételi arány 61,24% volt.
| Parlamenti mandátumok választások utáni megoszlása pártok szerint 2014-ben \| Párt neve \| Egyéni képviselők száma \| Listás mandátumok száma \| Összes mandátum \| Összes mandátum \| \| Párt neve \| Egyéni képviselők száma \| Listás mandátumok száma \| száma \| százalék \| \| --------------------- \| ----------------------- \| ----------------------- \| --------------- \| --------------- \| \| Fidesz–KDNP \| 96 \| 37 \| 133 \| 66,83 \| \| MSZP–EGYÜTT–DK–PM–MLP \| 10 \| 28 \| 38 \| 19,10 \| \| Jobbik \| 0 \| 23 \| 23 \| 11,56 \| \| LMP \| 0 \| 5 \| 5 \| 2,51 \| \| Összesen \| 106 \| 93 \| 199 \| 100 \| |                         |                         |                 |                 |
| Párt neve | Egyéni képviselők száma | Listás mandátumok száma | Összes mandátum | Összes mandátum |
| Párt neve | Egyéni képviselők száma | Listás mandátumok száma | száma           | százalék        |
| --- | ----------------------- | ----------------------- | --------------- | --------------- |
| Fidesz–KDNP | 96                      | 37                      | 133             | 66,83           |
| MSZP–EGYÜTT–DK–PM–MLP | 10                      | 28                      | 38              | 19,10           |
| Jobbik | 0                       | 23                      | 23              | 11,56           |
| LMP | 0                       | 5                       | 5               | 2,51            |
| Összesen | 106                     | 93                      | 199             | 100             |

### A 2018-as választás
A választást április 8-án rendezték, a Fidesz–KDNP harmadszori győzelmével zárult. A részvételi arány 70,22% volt.
| Parlamenti mandátumok választások utáni megoszlása pártok szerint 2018-ban \| Párt neve \| Egyéni képviselők száma \| Listás mandátumok száma \| Összes mandátum \| Összes mandátum \| \| Párt neve \| Egyéni képviselők száma \| Listás mandátumok száma \| száma \| százalék \| \| -------------- \| ----------------------- \| ----------------------- \| --------------- \| --------------- \| \| Fidesz–KDNP \| 91 \| 42 \| 133 \| 66,83 \| \| Jobbik \| 1 \| 25 \| 26 \| 13,07 \| \| MSZP–Párbeszéd \| 8 \| 12 \| 20 \| 10,05 \| \| DK \| 3 \| 6 \| 9 \| 4,52 \| \| LMP \| 1 \| 7 \| 8 \| 4,03 \| \| MNOÖ \| 0 \| 1 \| 1 \| 0,50 \| \| Független[3] \| 1 \| 0 \| 1 \| 0,50 \| \| EGYÜTT \| 1 \| 0 \| 1 \| 0,50 \| \| Összesen \| 106 \| 93 \| 199 \| 100 \| |                         |                         |                 |                 |
| Párt neve | Egyéni képviselők száma | Listás mandátumok száma | Összes mandátum | Összes mandátum |
| Párt neve | Egyéni képviselők száma | Listás mandátumok száma | száma           | százalék        |
| --- | ----------------------- | ----------------------- | --------------- | --------------- |
| Fidesz–KDNP | 91                      | 42                      | 133             | 66,83           |
| Jobbik | 1                       | 25                      | 26              | 13,07           |
| MSZP–Párbeszéd | 8                       | 12                      | 20              | 10,05           |
| DK | 3                       | 6                       | 9               | 4,52            |
| LMP | 1                       | 7                       | 8               | 4,03            |
| MNOÖ | 0                       | 1                       | 1               | 0,50            |
| Független | 1                       | 0                       | 1               | 0,50            |
| EGYÜTT | 1                       | 0                       | 1               | 0,50            |
| Összesen | 106                     | 93                      | 199             | 100             |

### A 2022-es választás
A választást április 3-án rendezték, a Fidesz-KDNP negyedik győzelmével zárult. A részvételi arány 70,21% volt.
| Parlamenti mandátumok választások utáni megoszlása pártok szerint 2022-ben \| Párt neve \| Egyéni képviselők száma \| Listás mandátumok száma \| Összes mandátum \| Összes mandátum \| \| Párt neve \| Egyéni képviselők száma \| Listás mandátumok száma \| száma \| százalék \| \| -------------------------------------- \| ----------------------- \| ----------------------- \| --------------- \| --------------- \| \| Fidesz–KDNP \| 87 \| 48 \| 135 \| 67,84 \| \| DK–Jobbik–Momentum– MSZP–LMP–Párbeszéd \| 19 \| 38 \| 57 \| 28,64 \| \| Mi Hazánk \| 0 \| 6 \| 6 \| 3,02 \| \| MNOÖ \| 0 \| 1 \| 1 \| 0,50 \| \| Összesen \| 106 \| 93 \| 199 \| 100 \| |                         |                         |                 |                 |
| Párt neve | Egyéni képviselők száma | Listás mandátumok száma | Összes mandátum | Összes mandátum |
| Párt neve | Egyéni képviselők száma | Listás mandátumok száma | száma           | százalék        |
| --- | ----------------------- | ----------------------- | --------------- | --------------- |
| Fidesz–KDNP | 87                      | 48                      | 135             | 67,84           |
| DK–Jobbik–Momentum– MSZP–LMP–Párbeszéd | 19                      | 38                      | 57              | 28,64           |
| Mi Hazánk | 0                       | 6                       | 6               | 3,02            |
| MNOÖ | 0                       | 1                       | 1               | 0,50            |
| Összesen | 106                     | 93                      | 199             | 100             |

## Az alakuló Országgyűlés összetétele
| 33 | 93 | 21 | 1 | 9 | 21 | 164 | 44 |

| 209 | 69 | 1 | 1 | 20 | 22 | 38 | 26 |

| 134 | 24 | 14 | 1 | 148 | 17 | 48 |

| 178 | 20 | 164 | 24 |

| 190 | 20 | 1 | 141 | 23 | 11 |

| 59 | 16 | 47 | 1 | 227 | 36 |

| 29 | 1 | 3 | 1 | 4 | 5 | 23 | 117 | 16 |

| 15 | 5 | 1 | 9 | 9 | 26 | 1 | 117 | 16 |

| 10 | 6 | 15 | 10 | 5 | 10 | 1 | 6 | 1 | 117 | 18 |

|  | MSZP | Párbeszéd | DK | Együtt | MLP | SZDSZ | LMP | Momentum | MDF | KDNP | Fidesz | FKgP | MIÉP | Jobbik | Mi Hazánk | MNOÖ | Somogyért | ASZ | Független |

## Listás szavazatok és mandátumok aránya
A magyar választási rendszer ún. vegyes rendszer, ebből adódóan a győztes pártnak (pártszövetségnek) a pártlistákra leadott szavazatok arányánál több mandátuma lesz. A győztes pártok felülreprezentációjának mértéke sok mindentől függ (pl. egyéni jelöltek teljesítménye, a többi párt megosztottsága, győzteskompenzáció stb.), de az aránya az eddigi összes választáson nagyobb volt, mint 1.
| Év   | Pártlista   | Listás szavazatok aránya | Mandátumok aránya | Győztes párt felülreprezentációja (1 = arányos eredmény, 2 = arányos eredmény kétszerese) |
| ---- | ----------- | ------------------------ | ----------------- | ----------------------------------------------------------------------------------------- |
| 1990 | MDF         | 24,73%                   | 42,75%            | 1,72                                                                                      |
| 1994 | MSZP        | 32,99%                   | 54,15%            | 1,64                                                                                      |
| 1998 | Fidesz      | 29,48%                   | 38,34%            | 1,3                                                                                       |
| 2002 | MSZP        | 42,05%                   | 46,11%            | 1,09                                                                                      |
| 2006 | MSZP        | 43,21%                   | 49,20%            | 1,14                                                                                      |
| 2010 | Fidesz-KDNP | 52,73%                   | 68,13%            | 1,29                                                                                      |
| 2014 | Fidesz-KDNP | 44,87%                   | 66,83%            | 1,48                                                                                      |
| 2018 | Fidesz-KDNP | 49,27%                   | 66,83%            | 1,35                                                                                      |
| 2022 | Fidesz-KDNP | 54,10%                   | 67,84%            | 1,19                                                                                      |

Lásd még: Többletmandátum